# Émile Boutroux
Émile Boutroux   (Montrouge, 28 de juliol de 1845 - París, 22 de novembre de 1921) va ser un filòsof francès.

## Vida i Obra
Boutroux va estudiar, a partir de 1866 a l'École normale supérieure. Després de graduar-se, va continuar estudis fins al 1870 a la universitat de Heidelberg on va rebre la influència de Félix Ravaisson-Mollien. El 1874 va obtenir el doctorat a la universitat de París, defensant que les lleis de la natura tenien més contingencies de les que els científics de la seva època estaven disposats a admetre.
El 1876 es va casar a Nancy amb Aline Poincaré, germana del gran matemàtic francès Henri Poincaré; aquest fet el va inclinar en certa manera de la filosofia a la filosofia de la ciència. La seva amistat amb el matemàtic va influenciar la seva obra posterior.
De 1877 a 1887 va ser professor a l'École normale supérieure i, a partir de 1887, catedràtic d'història de la filosofia moderna de La Sorbona. Les seves relacions amb els germans Jules i Paul Tannery, també van fer que s'interessés sobre la contingència de procés històric.
Boutroux és considerat el renovador de la filosofia francesa de finals del segle xix, perquè, institucionalment, es troba en el centre de les xarxes administratives d'ensenyament de la filosofia a França.